# Sirah Baldé
Sirah Baldé de Labé ou Sirah Baldé ou Aïssatou Sirah Baldé, née en 1929 à Labé en Guinée et morte en juillet 2018 à Conakry en Guinée, est une romancière et enseignante guinéenne.

## Biographie
Aïssatou Sirah Baldé nait en 1929 à Labé dans le royaume peul de Fouta-Djalon,.
Sirah Baldé étudie à Rufisque au Sénégal pour devenir enseignante et devient une pionnière en étant la première femme à enseigner le français dans l'ancien royaume de Fula, imamat du Fouta-Djalon, pendant l'occupation française. Après ses études, elle revient en pays peul pour enseigner.

## Œuvre littéraire
Sirah Baldé a écrit 9 romans manuscrits qui n'ont pas été publiés.
Elle est surtout connue pour son roman de 1985, D'un Fouta-Djalloo à l'autre. Le livre est un roman historique autobiographique écrit à la première personne, pratique qui émerge parmi les autrices africaines à cette époque à la suite de la parution de La Parole aux négresses d'Awa Thiam et de La marche des femmes sur Grand-Bassam d'Henriette Diabaté. L'utilisation du « je » par les autrices africaines est une démarcation par rapport à un univers gouverné par les hommes dans lequel le « nous » prédomine et marque l'asservissement des femmes. 
Le roman raconte l'histoire des amours de Djaké et Yélota et constitue le premier opus d'une saga historique se déroulant dans la région montagneuse de Fouta-Djalon avant que cette région soit colonisée par la France. Donc le roman constitue une documentation de la vie et des coutumes des populations peules de cette région. 
Elle meurt le 9 juillet 2018 à Conakry et est inhumée dans sa ville natale à Labé,,,.

## Publications
- Sirah Baldé de Labé, D'un Fouta-Djalloo à l'autre, Paris, La Pensée Universelle, 1985, 158 p. (ISBN 978-2-214-06108-4, OCLC 14166365)